# Lying Season
Lying Season é uma canção heavy metal/grunge por Alice in Chains. A canção só aparece no box Music Bank de 1999, uma coletânea consistindo de material lançado e inédito da banda. A canção foi escrita por Layne Staley e Jerry Cantrell.
A canção foi originalmente escrita para a trilha-sonora do filme Singles, mas continuou uma demo até seu lançamento no box-set. Cantrell comentou a canção, dizendo "mesmo quando nós estávamos tocando estúpidas canções grudentas, você ainda podia ouvir o talento e escutar algo brilhando através e que iria se desenvolver em nós".